# La cigarra y la hormiga
La cigarra y la hormiga (Τέττιξ και μύρμηκες) es una de las fábulas atribuidas a Esopo y recreada por Jean de La Fontaine y Félix María Samaniego. En la versión de Esopo, los personajes son una hormiga y un escarabajo.
En ella aparece una Cigarra (tomada en las historias como un Saltamontes) que al venir el invierno se encuentra desprovista de alimento y acude a pedirlo prestado a su vecina; una Hormiga. Ésta, temiendo no tener suficiente para ambas le niega el préstamo y le recrimina el haber pasado el verano holgando en vez de haber hecho acopio de alimentos para la estación fría.
Se trata, como todas las de La Fontaine, de una historia didáctica (con moraleja), dado que en este caso el trabajo incesante de la hormiga se ve recompensado con la supervivencia y la despreocupación de la cigarra se paga con la vida.
En algunas versiones, más enfocadas a los lectores más pequeños, la hormiga le da algo de comida a la cigarra, pero esta última aprende la lección.

(...)

Que faisiez-vous au temps chaud? 

Dit-elle à cette emprunteuse. 

- Nuit et jour à tout venant 

Je chantais, ne vous déplaise. 

- Vous chantiez ? j'en suis fort aise. 

Eh bien! dansez maintenant.
(...)

¿Qué hacías durante el verano?

le preguntó a la pedigüeña.

-Día y noche a quien me encontraba,

le cantaba, no te disgustes.

-¿Le cantabas? Me alegro.

¡Pues bien, baila ahora!
Jean de La Fontaine (1621-1695)